# Héctor Bellerín
Héctor Bellerín Moruno (Calella, 19 marzo 1995) è un calciatore spagnolo, difensore del Betis.

## Biografia
Nel 2017 è diventato vegano, condizione cui ha attribuito il merito di aver migliorato la sua salute. Convinto ambientalista, in un'intervista nell'agosto 2019, ha affermato che i calciatori hanno la responsabilità di creare consapevolezza riguardo alle problematiche ambientali.
Durante la sua carriera è stato vittima di diversi episodi di omofobia. A causa della sua passione per la moda e per aver portato in precedenza i capelli lunghi, è stato appellato come "lesbica" in senso offensivo. Nel 2018 si è visto costretto a chiudere temporaneamente i propri social network per limitare l'odio omofobico manifestato online nei suoi confronti. Ha sostenuto che per la sua esperienza nel mondo del calcio sarebbe impossibile per un calciatore gay fare coming out in Premier League. Ha affermato che:
()
Ha espresso pubblicamente diverse volte sue posizioni politiche: esprimendosi contro la proposta di legge dello Stato federato dell’Alabama tesa rendere quasi impossibile l'esercizio del diritto di abortire e invitando a non votare Boris Johnson durante le consultazioni del 2019.
Scelto come modello per le sfilate di moda di Louis Vuitton, su insegnamento dei nonni ha imparato a cucire e durante il lockdown per il COVID-19 ha disegnato una collezione per H&M con materiali eco-sostenibili.
Con l’associazione “One Tree Planted” ha raccolto fondi per piantare 60.000 alberi nella foresta amazzonica. Nel 2020 è diventato il secondo azionista di maggioranza del Forest Green Rovers, la squadra del Glouchestershire che adotta un approccio verde al calcio. Come hobby pratica yoga.

## Caratteristiche tecniche
Terzino destro naturale, è dotato di grande velocità e tecnica. Quando giocava nell'Arsenal batté il record di tempo di Theo Walcott nei 40 metri, diventando il giocatore più veloce della squadra con una velocità massima registrata di 36,15 km/h. Possiede un buon dribbling ed è abile nel fornire assist ai compagni.

## Carriera

### Club
Cresciuto nelle giovanili del Barcellona, viene prelevato dall'Arsenal nell'estate del 2011. Il 22 novembre 2013 viene girato in prestito al Watford, con cui fa il suo debutto in Football League Championship contro lo Yeovil Town il 30 novembre. Il 18 febbraio 2014 fa ritorno al club londinese.
Il 16 settembre 2014 fa il suo debutto con l'Arsenal nella partita di Champions League contro il Borussia Dortmund al Signal Iduna Park. Il 18 gennaio 2015 viene schierato per la prima volta da titolare in Premier League nella partita vinta per 2-0 all'Etihad Stadium contro il Manchester City. Complici gli infortuni di alcuni giocatori nel suo ruolo, specialmente Mathieu Debuchy, diventa in breve tempo la prima scelta nel ruolo di terzino destro e nella partita contro il Chelsea viene premiato come migliore in campo. Diventato un titolare inamovibile del club londinese, è proprio contro il Chelsea che subisce un gravissimo infortunio nel gennaio del 2019, ovvero la rottura del legamento crociato anteriore del ginocchio sinistro che lo terrà fuori per otto mesi. Racconterà la lunga riabilitazione e le conseguenze psicologiche (che lo porteranno all’alcol) in un documentario su YouTube.
Il 31 agosto 2021 Bellerín si trasferisce al Betis in prestito per un anno. Il 31 agosto 2022 Bellerín si svincola dall'Arsenal e firma un contratto annuale con il Barcellona, con cui gioca solo sette partite. Il 31 gennaio 2023 Bellerín viene acquistato dallo Sporting Lisbona. Il 18 luglio successivo ritorna ufficialmente, dopo un anno, al Betis.

### Nazionale
Ha giocato in tutte le nazionali giovanili spagnole, dall'Under-16 sino alla nazionale Spagnola Under-21, dove ha debuttato il 30 marzo 2015 in amichevole contro i pari età della Bielorussia. Il 29 maggio 2016 debutta nella nazionale maggiore giocando da titolare in un'amichevole disputata contro la Bosnia ed Erzegovina. Viene convocato per gli Europei 2016 in Francia e successivamente anche per l'Europeo Under-21 nel 2017 in Polonia.

## Statistiche

### Presenze e reti nei club
Statistiche aggiornate al 16 marzo 2023.
| Stagione           | Squadra          | Campionato      | Campionato | Campionato | Coppe nazionali | Coppe nazionali | Coppe nazionali | Coppe continentali | Coppe continentali | Coppe continentali | Altre coppe | Altre coppe | Altre coppe | Totale | Totale |
| Stagione           | Squadra          | Comp            | Pres       | Reti       | Comp            | Pres            | Reti            | Comp               | Pres               | Reti               | Comp        | Pres        | Reti        | Pres   | Reti   |
| ------------------ | ---------------- | --------------- | ---------- | ---------- | --------------- | --------------- | --------------- | ------------------ | ------------------ | ------------------ | ----------- | ----------- | ----------- | ------ | ------ |
| ago.-nov. 2013     | Arsenal          | PL              | 0          | 0          | FACup+CdL       | 0+1             | 0               | UCL                | 0                  | 0                  | -           | -           | -           | 1      | 0      |
| nov.2013-gen. 2014 | Watford          | FLC             | 8          | 0          | FACup+CdL       | 0+0             | 0               | -                  | -                  | -                  | -           | -           | -           | 8      | 0      |
| gen. 2014-2015     | Arsenal          | PL              | 20         | 2          | FACup+CdL       | 3+1             | 0               | UCL                | 4                  | 0                  | CS          | 0           | 0           | 28     | 2      |
| 2015-2016          | Arsenal          | PL              | 36         | 1          | FACup+CdL       | 1+0             | 0               | UCL                | 6                  | 0                  | CS          | 1           | 0           | 44     | 1      |
| 2016-2017          | Arsenal          | PL              | 33         | 1          | FACup+CdL       | 4+0             | 0               | UCL                | 5                  | 0                  | -           | -           | -           | 42     | 1      |
| 2017-2018          | Arsenal          | PL              | 35         | 2          | FACup+Cdl       | 0+3             | 0               | UEL                | 8                  | 1                  | CS          | 1           | 0           | 47     | 3      |
| 2018-2019          | Arsenal          | PL              | 19         | 0          | FACup+Cdl       | 0+0             | 0               | UEL                | 0                  | 0                  | -           | -           | -           | 19     | 0      |
| 2019-2020          | Arsenal          | PL              | 15         | 1          | FACup+CdL       | 3+2             | 0               | UEL                | 3                  | 0                  | -           | -           | -           | 23     | 1      |
| 2020-2021          | Arsenal          | PL              | 25         | 1          | FACup+CdL       | 1+1             | 0               | UEL                | 7                  | 0                  | CS          | 1           | 0           | 35     | 1      |
| Totale Arsenal     | Totale Arsenal   | Totale Arsenal  | 183        | 8          |                 | 20              | 0               |                    | 33                 | 1                  |             | 3           | 0           | 239    | 9      |
| 2021-2022          | Betis            | PD              | 23         | 0          | CR              | 5               | 0               | UEL                | 4                  | 0                  | -           | -           | -           | 32     | 0      |
| 2022-gen. 2023     | Barcellona       | PD              | 3          | 0          | CR              | 2               | 0               | UCL                | 2                  | 0                  | SS          | 0           | 0           | 7      | 0      |
| gen.-giu. 2023     | Sporting Lisbona | PL              | 10         | 1          | CP+CdL          | 0               | 0               | UEL                | 3                  | 0                  | -           | -           | -           | 13     | 1      |
| Totale carriera    | Totale carriera  | Totale carriera | 227        | 9          |                 | 27              | 0               |                    | 42                 | 1                  |             | 3           | 0           | 299    | 10     |

### Cronologia presenze e reti in nazionale
| Cronologia completa delle presenze e delle reti in nazionale ― Spagna | Cronologia completa delle presenze e delle reti in nazionale ― Spagna | Cronologia completa delle presenze e delle reti in nazionale ― Spagna | Cronologia completa delle presenze e delle reti in nazionale ― Spagna | Cronologia completa delle presenze e delle reti in nazionale ― Spagna | Cronologia completa delle presenze e delle reti in nazionale ― Spagna | Cronologia completa delle presenze e delle reti in nazionale ― Spagna | Cronologia completa delle presenze e delle reti in nazionale ― Spagna |
| Data                                                                  | Città                                                                 | In casa                                                               | Risultato                                                             | Ospiti                                                                | Competizione                                                          | Reti                                                                  | Note                                                                  |
| --------------------------------------------------------------------- | --------------------------------------------------------------------- | --------------------------------------------------------------------- | --------------------------------------------------------------------- | --------------------------------------------------------------------- | --------------------------------------------------------------------- | --------------------------------------------------------------------- | --------------------------------------------------------------------- |
| 29-5-2016                                                             | San Gallo                                                             | Spagna                                                                | 3 – 1                                                                 | Bosnia ed Erzegovina                                                  | Amichevole                                                            | -                                                                     |                                                                       |
| 1-6-2016                                                              | Salisburgo                                                            | Spagna                                                                | 6 – 1                                                                 | Corea del Sud                                                         | Amichevole                                                            | -                                                                     |                                                                       |
| 7-6-2016                                                              | Getafe                                                                | Spagna                                                                | 0 – 1                                                                 | Georgia                                                               | Amichevole                                                            | -                                                                     | 46’                                                                   |
| 11-11-2020                                                            | Amsterdam                                                             | Paesi Bassi                                                           | 1 – 1                                                                 | Spagna                                                                | Amichevole                                                            | -                                                                     |                                                                       |
| Totale                                                                |                                                                       | Presenze                                                              | 4                                                                     |                                                                       | Reti                                                                  | 0                                                                     |                                                                       |

## Palmarès

### Club

#### Competizioni nazionali
- Coppa d'Inghilterra: 3

Arsenal: 2014-2015, 2016-2017, 2019-2020
- Community Shield: 3

Arsenal: 2015, 2017, 2020
- Coppa di Spagna: 1

Betis: 2021-2022
- Campionato spagnolo: 1

Barcellona: 2022-2023
- Supercoppa di Spagna: 1

Barcellona: 2023

### Individuale
- Squadra dell'anno della PFA: 1 (2016)